# O Rapaz e o Monstro
O Rapaz e o Monstro (バケモノの子, Bakemono no Ko) é um filme de animação japonês realizado e escrito por Mamoru Hosoda. Estreou-se no Japão a 11 de julho de 2015, em Portugal a 14 de abril de 2016, e no Brasil em 19 de outubro de 2016.

## Sinopse
Kyuta, um rapaz perdido em Tóquio, encontra-se num universo paralelo, onde cresce com Kumatetsu, uma criatura semelhante a um urso que luta para viver. Kumatetsu treina Kyuta na arte do combate durante vários anos. Kyuta entra numa aventura que afeta ambos os mundos.

## Elenco
| Personagem   | Vozes                                 | Vozes                                     |
| Personagem   | Japão                                 | Brasil                                    |
| ------------ | ------------------------------------- | ----------------------------------------- |
| Kumatetsu    | Kōji Yakusho                          | Mauro Castro                              |
| Kyūta/Ren    | Shōta Sometani Aoi Miyazaki (criança) | Fábio Lucindo Renato Cavalcanti (criança) |
| Kaede        | Suzu Hirose                           | Samira Fernandes                          |
| Tatara       | Yo Oizumi                             | Ricardo Sawaya                            |
| Hyakushūbō   | Lily Franky                           | César Marchetti                           |
| Sōshi        | Masahiko Tsugawa                      | Marcelo Pissardini                        |
| Iōzen        | Kazuhiro Yamaji                       | Leonardo Camilo                           |
| Ichirōhiko   | Mamoru Miyano Haru Kuroki (criança)   | Yuri Chesman Mariana Zink (criança)       |
| Jirōmaru     | Mitsuo Yamaguchi Momoka Ono (criança) | Úrsula Bezerra                            |
| Chiko        | Sumire Morohoshi                      |                                           |
| Pai de Kyūta | Keishi Nagatsuka                      | Marco Antônio Abreu                       |
| Mãe de Kyūta | Kumiko Aso                            | Angélica Santos                           |

## Lançamento
Em dezembro de 2014, a Gaumont comprou os direitos de distribuição do filme em França, onde estreou-se a 13 de janeiro de 2016, sob o título de Le Garçon et la Bête. O filme fez sua estreia mundial no Festival Internacional de Cinema de Toronto a 13 de setembro de 2015. Nos Estados Unidos, o filme foi distribuído pela Funimation e exibido nos cinemas AMC Theatres a 4 de março de 2016, sob o título de The Boy and the Beast. O StudioCanal distribuiu o filme no Reino Unido e na Irlanda e a Madman Entertainment na Austrália. O filme foi exibido no Festival de Cinema de Londres a 16 de outubro de 2015. Em Portugal, os direitos de distribuição do filme foram comprados pela Outsider Films, sendo exibido no Monstra Festival a 4 de março de 2016 e nos cinemas a 14 de abril do mesmo ano. No Canadá foi exibido nos cinemas a 27 de maio de 2016, sob a distribuição de Mongrel Media. No Brasil estreou no serviço de streaming Netflix em 19 de outubro de 2016, sob a distribuição de Telefilms Brasil.

## Recepção

### Reconhecimentos
Em 2016, recebeu um prémio de melhor animação do ano nos Prémios da Academia Japonesa.

### Bilheteira
O filme liderou a bilheteira japonesa durante a semana de estreia, arrecadando 5,4 milhões de ienes em 457 ecrãs com 492 000 espetadores e tornou-se a segunda maior bilheteira de 2015, com uma receita bruta de 5,85 mil milhões de ienes. Na bilheteira estado-unidense foi o vigésimo oitavo filme mais visto durante a semana de estreia, no dia 4 de março de 2016. Até 16 de março do mesmo ano, o filme teve uma receita bruta de 474 308 dólares na bilheteira dos Estados Unidos.

### Críticas
Bakemono no Ko teve receção geralmente favorável por parte da crítica especializada. O filme detém uma classificação de 88% no Rotten Tomatoes, com uma nota média de 7,5 de 10, baseada em trinta e quatro avaliações. No Metacritic, que atribui uma classificação média ponderada de cem comentários de críticos de cinema, tem uma pontuação média de 65 de 100, baseada em treze críticas, indicando "comentários geralmente favoráveis".
Richard Eisenbeis do sítio Kotaku comparou o filme com a obra O Livro da Selva de Rudyard Kipling e disse: "[Bakemono no Ko] é uma divertida aventura sobre o amadurecimento, por um lado, e por outro, uma excelente exploração temática. Este é um daqueles filmes que são perfeitos para qualquer faixa etária, há algo nele para todos." Andy Webster do The New York Times disse que: "[Mamoru] Hosoda é hábil com as cenas de luta, e seus cenários — os tons pastel de Jutengai e a monótona Shibuya, que evocam por vezes, com as perspetivas da câmara de vigilância e os ângulos da paranoia da multidão — são impressionantes." Entretanto, Webster criticou as personagens e os conflitos, chamando-os de "estritamente genéricos." Charles Solomon do Los Angeles Times elogiou a animação e o argumento do filme, dizendo que: "'Bakemono no Ko' é um conto de ortótese de dois indivíduos imperfeitos que encontram o amor e a disciplina que necessitam, para assumir seus verdadeiros lugares em seus respetivos mundos."